# Prensa de banda

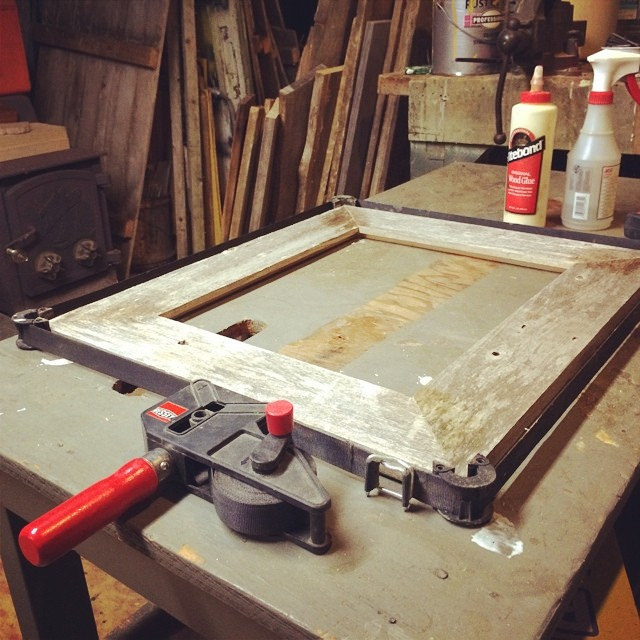
Una abrazadera de banda utilizada para fijar un marco de cuadro durante su construcción.

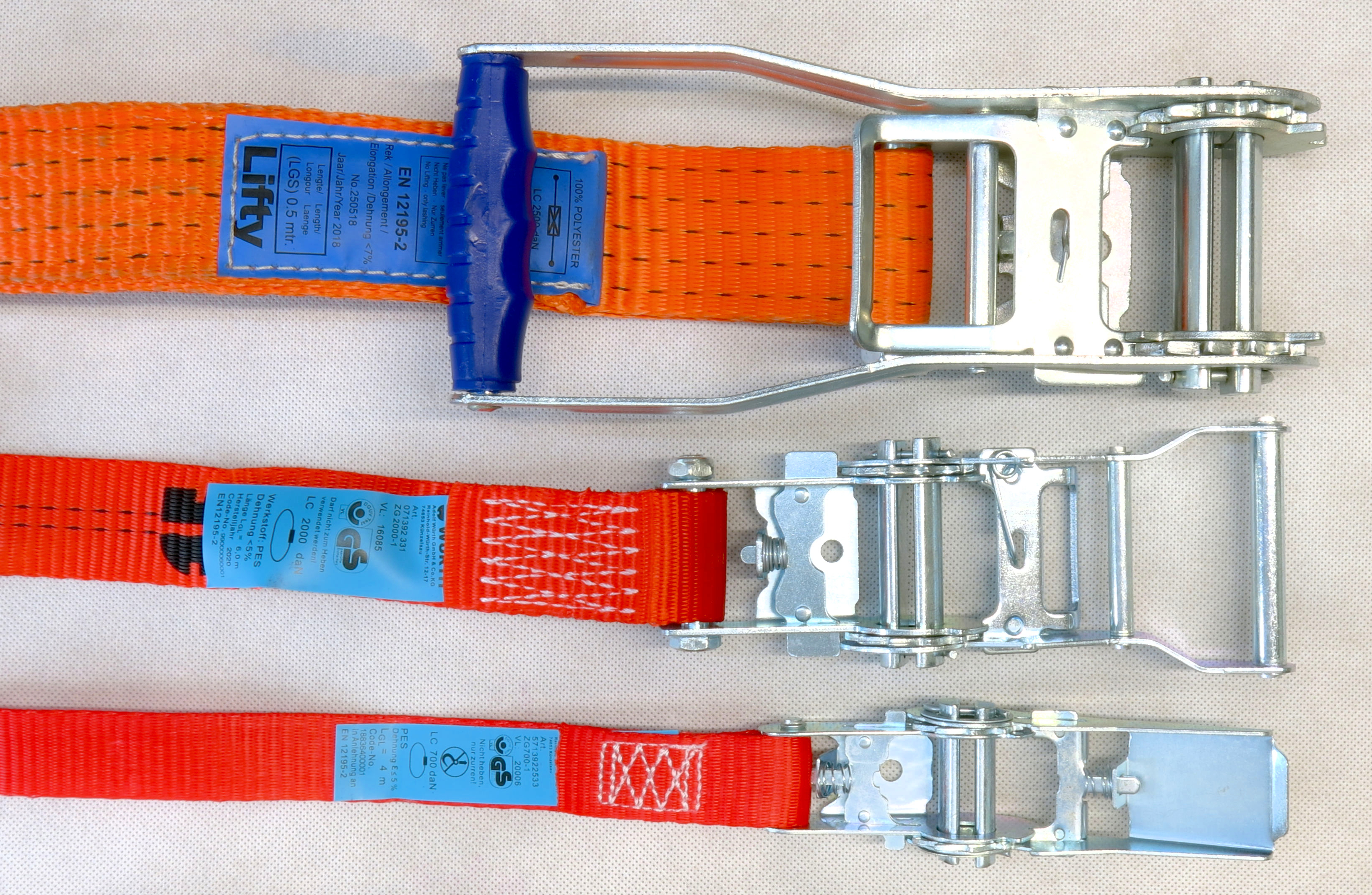
Abrazadera tipo cinta con trinquete de ajuste.

Una abrazadera de banda o prensa de banda es un término genérico para un dispositivo de sujeción que generalmente consiste en una correa de metal o tela formada en un lazo, con un mecanismo para ajustar la banda, ejerciendo así una fuerza de compresión sobre un objeto dentro del lazo.
Un tipo de abrazadera de banda conocida como abrazadera de cinta tiene una banda generalmente hecha de tejido de nailon. Puede deslizarse y estirarse alrededor de objetos de forma irregular, como marcos de cuadros, paquetes, patines o incluso cargas de remolque.
La presión de sujeción se aplica a través de un método mecánico, como un mecanismo de tornillo o trinquete que aprieta la banda, o mediante la naturaleza elástica del material de la banda en sí. Hay una gama de estilos de abrazadera de banda disponibles, en particular el tipo utilizado para enmarcar como se describe anteriormente. Otras abrazaderas de red incluyen las correas de sujeción de carga.